# Liste der Baudenkmäler in Ködnitz
Auf dieser Seite sind die Baudenkmäler in der oberfränkischen Gemeinde Ködnitz zusammengestellt. Diese Tabelle ist eine Teilliste der Liste der Baudenkmäler in Bayern. Grundlage ist die Bayerische Denkmalliste, die auf Basis des Bayerischen Denkmalschutzgesetzes vom 1. Oktober 1973 erstmals erstellt wurde und seither durch das Bayerische Landesamt für Denkmalpflege geführt wird. Die folgenden Angaben ersetzen nicht die rechtsverbindliche Auskunft der Denkmalschutzbehörde.
 Diese Liste gibt den Fortschreibungsstand vom 19. August 2014 wieder und enthält 19 Baudenkmäler.

## Baudenkmäler nach Ortsteilen

### Ködnitz
| Lage                                                                                               | Objekt                                      | Beschreibung | Akten-Nr.              | Bild                                        |
| -------------------------------------------------------------------------------------------------- | ------------------------------------------- | --- | ---------------------- | ------------------------------------------- |
| Bahnlinie Bamberg-Hof (Standort)                                                                   | Bahnlinie Bamberg-Hof                       | Wasserdurchlass, 9,50 Meter langer Gewölbebogen aus Sandstein der Strecke 5100, ehemaligen Ludwig-Nord-Süd-Bahn, bei Bahn-km 66.275 von 1891                                                                | D-4-77-127-21          | BW                                          |
| Ködnitz 1 (Standort)                                                                               | Mühle                                       | Zweigeschossiger Satteldachbau, Sandsteinquadererdgeschoss, verschiefertes Obergeschoss mit Malerei, bezeichnet „1804“ und „1826“ Anbau mit Mühle bezeichnet 1901 Nebengebäude, Sandsteinquader, Satteldach | D-4-77-127-1 Wikidata  | Mühle                                       |
| Ködnitz 6 (Standort)                                                                               | Ehemaliges Schulhaus, jetzt Dorfschulmuseum | Zweigeschossiger Sandsteinquaderbau unter Satteldach, 1861 | D-4-77-127-19 Wikidata | Ehemaliges Schulhaus, jetzt Dorfschulmuseum |
| Ködnitz 23 (Standort)                                                                              | Bauernhof mit Wohnstallhaus                 | Eingeschossiger Satteldachbau, bezeichnet „1849“, Giebel verschiefert mit Resten von Bemalung; mit Schmiede, Schafstall und Streuschupfen                                                                   | D-4-77-127-4 Wikidata  | Bauernhof mit Wohnstallhaus                 |
| Lohäcker, am Fußweg Kulmbach–Trebgast, in der Waldabteilung Häfnersgraben (Standort)               | Steinkreuz                                  | Mittelalterlich | D-4-77-127-6           | BW                                          |
| Pinsenflur, am Fußweg Kulmbach–Trebgast, am Pinsenweiher zwischen Haaghof und Pinsenhof (Standort) | Steinkreuz                                  | Mittelalterlich | D-4-77-127-5           | BW                                          |
| Reisighofweg 8 (Standort)                                                                          | Brunnen                                     | Gusseisen, Ende 19. Jahrhundert | D-4-77-127-3 Wikidata  | Brunnen                                     |
| Veitsgrabenweg, in Ortsmitte (Standort)                                                            | Brunnen                                     | Gusseisen, Ende 19. Jahrhundert | D-4-77-127-2           | Brunnen                                     |

### Ebersbach
| Lage                 | Objekt     | Beschreibung                                                   | Akten-Nr.             | Bild       |
| -------------------- | ---------- | -------------------------------------------------------------- | --------------------- | ---------- |
| Ebersbach (Standort) | Mainbrücke | Einbogige Quaderbrücke, bezeichnet 1862; über den Weißen Main. | D-4-77-127-8 Wikidata | Mainbrücke |

### Fölschnitz
| Lage                     | Objekt                            | Beschreibung | Akten-Nr.              | Bild                              |
| ------------------------ | --------------------------------- | --- | ---------------------- | --------------------------------- |
| Fölschnitz 10 (Standort) | Kleinhaus                         | Sogenanntes Trüpfhaus, wohl noch erste Hälfte 19. Jahrhundert, bezeichnet „1878“, eingeschossiger, massiver Wohnstallbau mit Satteldach        | D-4-77-127-9 Wikidata  | Kleinhaus                         |
| Fölschnitz 12 (Standort) | Türrahmung                        | Geohrt, Sandstein, bezeichnet „1732“ | D-4-77-127-10 Wikidata | Türrahmung                        |
| Fölschnitz 47 (Standort) | Wohnstallhaus                     | Zweigeschossiger Satteldachbau mit Sandsteingliederung und Dachreiter, bezeichnet „1872“ und „1905“; mit Nebengebäuden, frühes 19. Jahrhundert | D-4-77-127-11 Wikidata | Wohnstallhaus                     |
| Weißer Main (Standort)   | Mühlwehr mit gedeckter Holzbrücke | Zweite Hälfte 19. Jahrhundert | D-4-77-127-20 Wikidata | Mühlwehr mit gedeckter Holzbrücke |

### Forstlasmühle
| Lage                                          | Objekt          | Beschreibung | Akten-Nr.              | Bild |
| --------------------------------------------- | --------------- | --- | ---------------------- | ---- |
| Forstlasmühlbach; Forstlasmühle 1. (Standort) | Ehemalige Mühle | Giebelständiges zweigeschossiges Hauptgebäude, Sandsteinquadererdgeschoss, verschiefertes Obergeschoss, um 1820; zugehörige Anbauten | D-4-77-127-12 Wikidata | BW   |

### Hauenreuth
| Lage                    | Objekt        | Beschreibung                                                                                  | Akten-Nr.              | Bild          |
| ----------------------- | ------------- | --------------------------------------------------------------------------------------------- | ---------------------- | ------------- |
| Hauenreuth 3 (Standort) | Wohnstallhaus | Eingeschossiger Sandsteinquaderbau mit hohem Kellergeschoss und Satteldach, bezeichnet „1805“ | D-4-77-127-13 Wikidata | Wohnstallhaus |

### Heinersreuth
| Lage                       | Objekt                            | Beschreibung                                                                       | Akten-Nr.              | Bild                              |
| -------------------------- | --------------------------------- | ---------------------------------------------------------------------------------- | ---------------------- | --------------------------------- |
| Heinersreuth 2 (Standort)  | Landwirtschaftliches Nebengebäude | Eingeschossiger Sandsteinquaderbau unter Satteldach, Türrahmung, bezeichnet „1823“ | D-4-77-127-14 Wikidata | Landwirtschaftliches Nebengebäude |
| Heinersreuth 13 (Standort) | Wohnstallhaus                     | Zweigeschossiger Satteldachbau, Erdgeschoss Sandsteinquader, bezeichnet „1866“     | D-4-77-127-15 Wikidata | Wohnstallhaus                     |

### Kauerndorf
| Lage                                                                                 | Objekt      | Beschreibung | Akten-Nr.              | Bild        |
| ------------------------------------------------------------------------------------ | ----------- | --- | ---------------------- | ----------- |
| An der Schorgast 3; An der Schorgast 2; An der Schorgast 4 (Standort)                | Vierseithof | Ehemals zum Kloster Langheim gehörig: Wohnstallhaus, eingeschossiger Satteldachbau, Blockbau mit verputztem Fachwerkgiebel, 18. Jahrhundert Zugehörige Nebengebäude Hoftor des 18. Jahrhunderts (bezeichnet „1587“) | D-4-77-127-16 Wikidata | Vierseithof |
| Lohäcker, an der Straße nach Untersteinach, zwischen Straße und Bahnlinie (Standort) | Steinkreuz  | Mittelalterlich | D-4-77-127-17          | Steinkreuz  |

### Mühlberg
| Lage                                | Objekt        | Beschreibung | Akten-Nr.              | Bild          |
| ----------------------------------- | ------------- | --- | ---------------------- | ------------- |
| Mühlberg 1; In Mühlberg. (Standort) | Wohnstallhaus | Zweigeschossiger Sandsteinquaderbau unter Satteldach, hohes Kellergeschoss, zum Teil Fachwerk, bezeichnet „1855“ Zugehörige Nebengebäude mit ehemaliger Schmiede, über hohem Kellergeschoss, 1729 Wohn-, Gesinde- und Vorratshaus über hohem Kellergeschoss, wohl um 1729 | D-4-77-127-18 Wikidata | Wohnstallhaus |